# Celosia grandifolia
Celosia grandifolia är en amarantväxtart som beskrevs av Horace Bénédict Alfred Moquin-Tandon. Celosia grandifolia ingår i släktet celosior, och familjen amarantväxter. Inga underarter finns listade i Catalogue of Life.